# Hofmark Grunertshofen

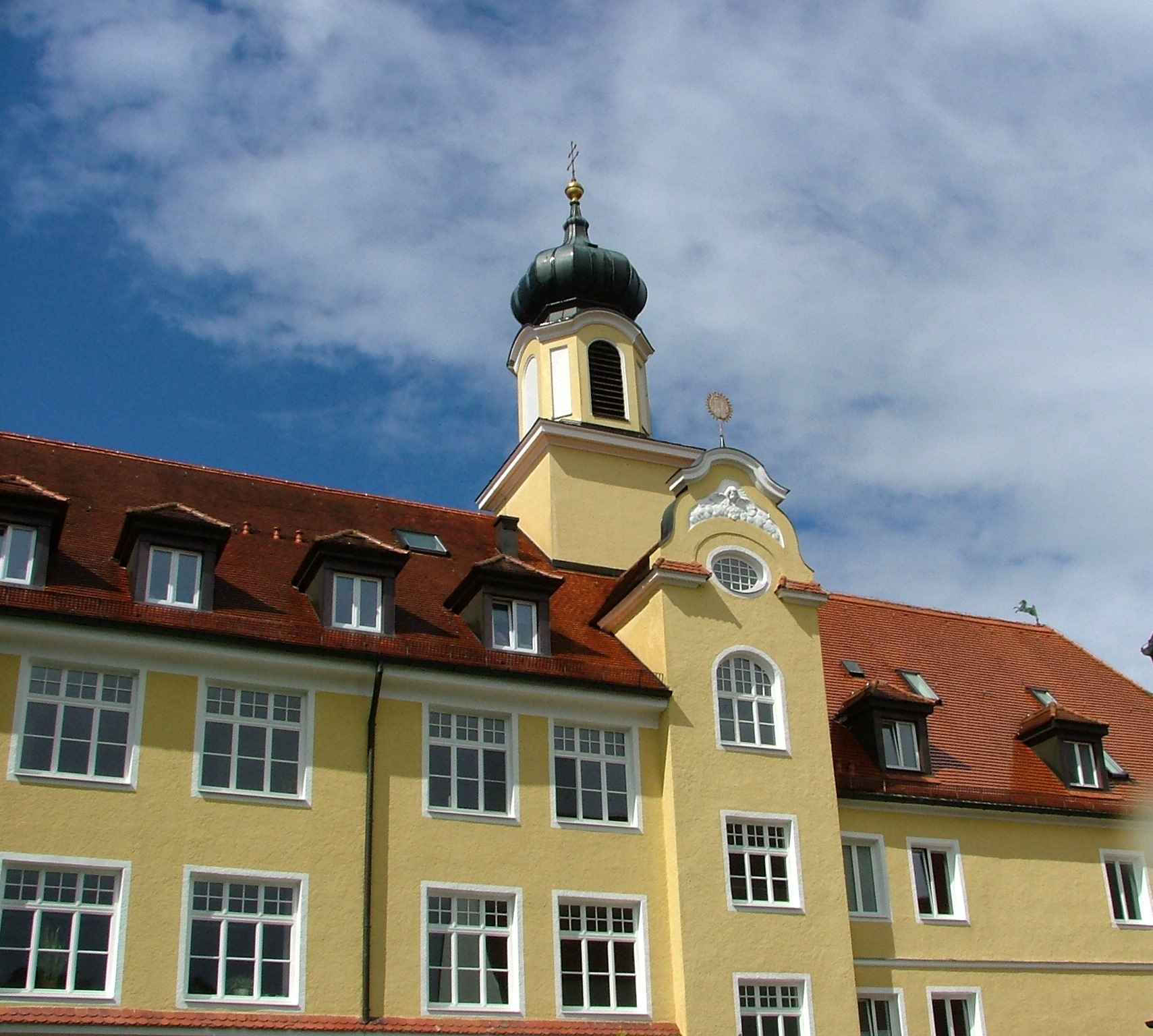
Schloss Grunertshofen

Die Hofmark Grunertshofen war eine Hofmark mit Sitz auf Schloss Grunertshofen in Grunertshofen, heute ein Gemeindeteil von Moorenweis im oberbayerischen Landkreis Fürstenfeldbruck.

## Geschichte
Grunertshofen war zu Beginn des 12. Jahrhunderts der Sitz eines edelfreien Geschlechts. Durch die Heirat der Lucia Grunhartzhoverin mit dem fränkischen Adeligen Hans von Egloffstein zu Bärenfels gelangte der Ort um 1400 an dieses Geschlecht. Nach dem Aussterben dieser Linie der Egloffsteins gelangte die Hofmark Grunertshofen an Georg und Hans von Murach zu Guteneck. Im Jahr 1563 erwarb Antonius Sytter, herzoglich bayerischer Pfleger zu Starnberg, die Hofmark.
Die Besitznachfolge traten Virgil Hofer von Urfarn, Bergwerksherr zu Rattenberg und Bürger in München, und ab etwa 1600 der Münchener Handelsherr und Patrizier Franz Füll an. 
Die Familie Füll besaß Grunertshofen in männlicher Linie bis 1825 und in weiblicher Erbfolge (Pfetten-Füll) bis 1882.